# Wout Ausma
Wouter Henderikus (Wout) Ausma ('t Zandt, 19 juni 1928 – Zwolle, 20 december 2012) was een Nederlands politicus van de ARP en later het CDA.
Hij werd geboren als zoon van Klaas Ausma die enkele maanden later gemeentesecretaris van 't Zandt werd en vanaf 1939 lange tijd burgemeester van Midwolda was. Zelf begon hij, op aandringen van zijn vader, zijn ambtelijke loopbaan bij de gemeentesecretarie van Midwolda. Hij was hoofdcommies bij de gemeentesecretarie van Kamerik voor hij in februari 1963 benoemd werd tot burgemeester van Leens. In juli 1981 volgde zijn benoeming tot burgemeester van Hattem. In 1993 ging Ausma daar met pensioen en eind 2012 overleed hij op 84-jarige leeftijd.